# Vampiri nel folclore africano
Il vampiro nel folclore africano.

## L'influsso del Voodoo e le creature più diffuse
L'Africa, continente dove è molto forte la tradizione primitiva e tribale, è terra di origine dei riti voodoo e di alcune delle leggende più terribili a noi note.

Questa mitologia lega in maniera stretta il mito del vampiro con i riti sciamanici e stregoneschi: spesso, infatti, gli sciamani africani sono soliti praticare la necrofagia, il cannibalismo e il vampirismo, in un certo senso tutte variazioni dello stesso mito. In queste zone, solitamente, ci si riferisce ai vampiri come ai loro familiari, ovvero quelle creature demoniache che servono gli stregoni e sono i messaggeri che li tengono in contatto con le forze del male. Spesso sono animali, come i gatti o i corvi nella tradizione medioevale, o serpenti e granchi giganteschi, in quella africana, come ad esempio lo nkala. Ci sono poi lo nyalumaya, una scultura in legno magicamente animata, e il khidudwane, un cadavere ambulante agli ordini della strega che gli ha concesso quella simil-vita.

### Le streghe-vampiro
Le stesse streghe sono in grado di lanciare in aria il loro corpo astrale con particolari incantesimi. Rubano quindi, durante la notte, l'essenza vitale a vittime ignare: a volte si siedono sul tetto della sua capanna per succhiarne via il cuore. 
Tra queste streghe troviamo la obayifo, originaria delle tribù Ashanti della Costa d'Oro. È considerato il vampiro più pericoloso di tutti. Prende forma di un globo di luce e succhia il sangue dei bambini, mentre percorre enormi distanze distruggendo i raccolti incontrati nel suo casuale peregrinare. Questa figura prende nomi diversi a seconda delle tribù. La tribù Ewe del sud-est del Ghana e del sud del Togo la conosce come Adze, la strega-lucciola che vaga attaccando i bambini e succhiandogli via il sangue o che depreda le palme dall'olio e il cocco dal suo latte. Adze riprende la sua forma umana se catturata.
Le congreghe di streghe sono solite riunirsi in particolari cerimonie (note nella tradizione europea come sabba). In esse, a turno, bevono il sangue da una grande coppa, la baisea, per aumentare il loro potere attraverso quello racchiuso nel liquido rosso. 

Nella regione del Capo queste spesso si servono di spirirti o di zombie che controllano come se fossero loro famigliari. Queste creature vampiresche vengono chiamate Impundulu e possiedono una insaziabile sete di sangue che rubano alle vittime, uccidendole spesso.

L'Impundulu è una proprietà di famiglia e viene ereditato dalla madre alla figlia della famiglia di streghe. Tuttavia non sempre la strega è in grado di controllarlo. Talvolta l’impundulu si presenta alla strega sotto le sembianze di un giovane avvenente, per divenirne l'amante. In realtà, assetato di sangue, costringe la strega ad inviarlo durante la notte ad uccidere per evitare di essere uccisa a sua volta. In questo senso è simile all'incubus.

Se uccide di sua iniziativa, questa creatura viene detta ishologu.

### Gli zombie
Gli stregoni della Guinea sono in grado di risvegliare i morti, facendoli diventare loro schiavi: detti isithfuntela, sono molto simili agli zombie degli stregoni haitiani e sono in grado di ipnotizzare le loro vittime con il semplice sguardo. Per evitare problemi con il libero arbitrio, gli stregoni piantano nel cervello dei loro schiavi dei chiodi appuntiti.
Sempre nel tema degli zombie, si devono citare i mutala, che altro non sono se non la parte malvagia dell'anima dei morti che non riesce a trovare pace. Vagano nel regno dei vivi trascinandosi al suolo con la forza delle sole braccia, avendo la forma di un cadavere putrefatto senza gambe. Durante la notte si impossessano dell'essenza vitale delle loro vittime strappandogli i capelli.
A volte capita poi che qualcuno non riesca proprio a morire e che, nonostante la sepoltura, egli si rialzi e inizi a girare per le capanne del villaggio. Noto come wusangu, egli è un immortale che non riesce a trovare pace, senza però mai nuocere a nessuno, salvo che per i suoi lamenti e la sua cronica amnesia. Ben più pericoloso è invece il loango, spirito irrequieto di uno stregone defunto, che si aggira senza posa per le foreste alla ricerca di sangue da succhiare da vittime umane o animali, senza troppe distinzioni.

### I vampiri degli alberi
Gli asanbosam del Ghana del sud hanno aspetto umanoide, vivono nelle parti più profonde delle foreste e sono dotati di denti durissimi e uncini agli arti inferiori, che utilizzano per ghermire i viandanti e portarli nei loro rifugi in cima agli alberi, dove poi verranno divorati con comodo. La loro figura somiglia all'australiano Yara-ma-yha-who.

## Controincantesimi
I Bantù, gli Obang e i Keaka ritengono di avere un rimedio contro questi terribili mali: esumano i corpi di coloro che sono stati sospettati di aver praticato in vita la stregoneria per sventrarli in pubblico.

Dalle viscere, o uscirà il suo familiare, sotto forma di uccello nero, ratto o pipistrello, che si cercherà subito di eliminare, o verrà trovata una escrescenza maligna, detta ko'du.
Il corpo del vampiro, invece, viene bruciato in una notte senza luna o inchiodato al suolo.